# Keijella darwinii
Keijella darwinii is een mosselkreeftjessoort uit de familie van de Trachyleberididae. De wetenschappelijke naam van de soort werd in 1868 als Cythere darwinii gepubliceerd door George Stewardson Brady.